# Bernhard av Montjoux
Bernhard av Montjoux, även Bernhard av Menton och Sankt Bernhard, född cirka 996 i Aostadalen, död 1081 i Novara i regionen Piemonte i norra Italien. Bernhard av Montjoux är ett katolskt helgon som drev härbärgen och hjälpte nödställda pilgrimer i italienska Alperna. Han är mest känd för att ha givit namn åt sankt bernhardshunden samt Sankt Bernhardspassen.

## Biografi
Enligt legenden kom Bernhard av Montjoux från en förnäm familj från Aostadalen och han studerade juridik och filosofi i Paris. En del berättelser hävdar att han är identisk med Rickard av Menton som tog sig namnet Bernhard som munk. Gemensamt i legenderna är att hans föräldrar såg ut en hustru åt Bernhard av Montjoux trots att han bestämt sig för att tjäna kyrkan. Föräldrarna spärrade in honom i slottet men änglar, eller i vissa versioner Nikolaus av Myra, hjälpte honom ut. Han missionerade i de otillgängliga alperna bland den halvhedniska befolkningen. Han avancerade till generalvikarie, biskopens närmaste man, i Aostadalen. Då fick han ansvaret för bergspassen och pilgrimernas säkerhet. Han rensade passen från rövare, byggde skolor och hjälpte nödställda pilgrimer undan snöstormar och laviner. Han byggde två härbärgen för pilgrimer vid nuvarande lilla bernhardspasset mellan Aostadalen och Savojen i Frankrike och ett vid stora bernhardspasset mellan Aostadalen och Valais i Schweiz. Härbärget i stora bernhardspasset uppkallades efter Nikolaus av Myra. Augustinerna stod för driften av dessa långt in på 1900-talet. Det var också augustinerna som introducerade och avlade fram sankt bernardshunden som förstärkning vid hjälp av nödställda. Det skedde dock först på 1600-talet. Bernhard av Montjoux avled i Novara 1081 under en resa och gravsattes i benediktinklostret och 1454 flyttades hans reliker till stadens katedral. Det var påve Pius XI som utsåg honom till skyddshelgon för alpinisterna 1923. Pius XI var själv intresserad utövare av bergsklättring.
Bernhard av Montjoux avbildas i augustinerordens svarta kåpa. Som symbol för hans missionerande avbildas han ibland med en fjättrad djävul, men också med en hund eller med ängel med kräkla. Hans helgondag är den 28 maj men firas i vissa sammanhang även den 15 juni.